# نیوبریج
نیوبریج (به لاتین: Newbridge) یک منطقهٔ مسکونی در جمهوری ایرلند است که در شهرستان کیلدر واقع شده‌است. نیوبریج ۶٫۲۶ کیلومتر مربع مساحت و ۲۲٬۷۴۲ نفر جمعیت دارد و ۹۰ متر بالاتر از سطح دریا واقع شده‌است.